# Staatsanwaltschaft Hamburg

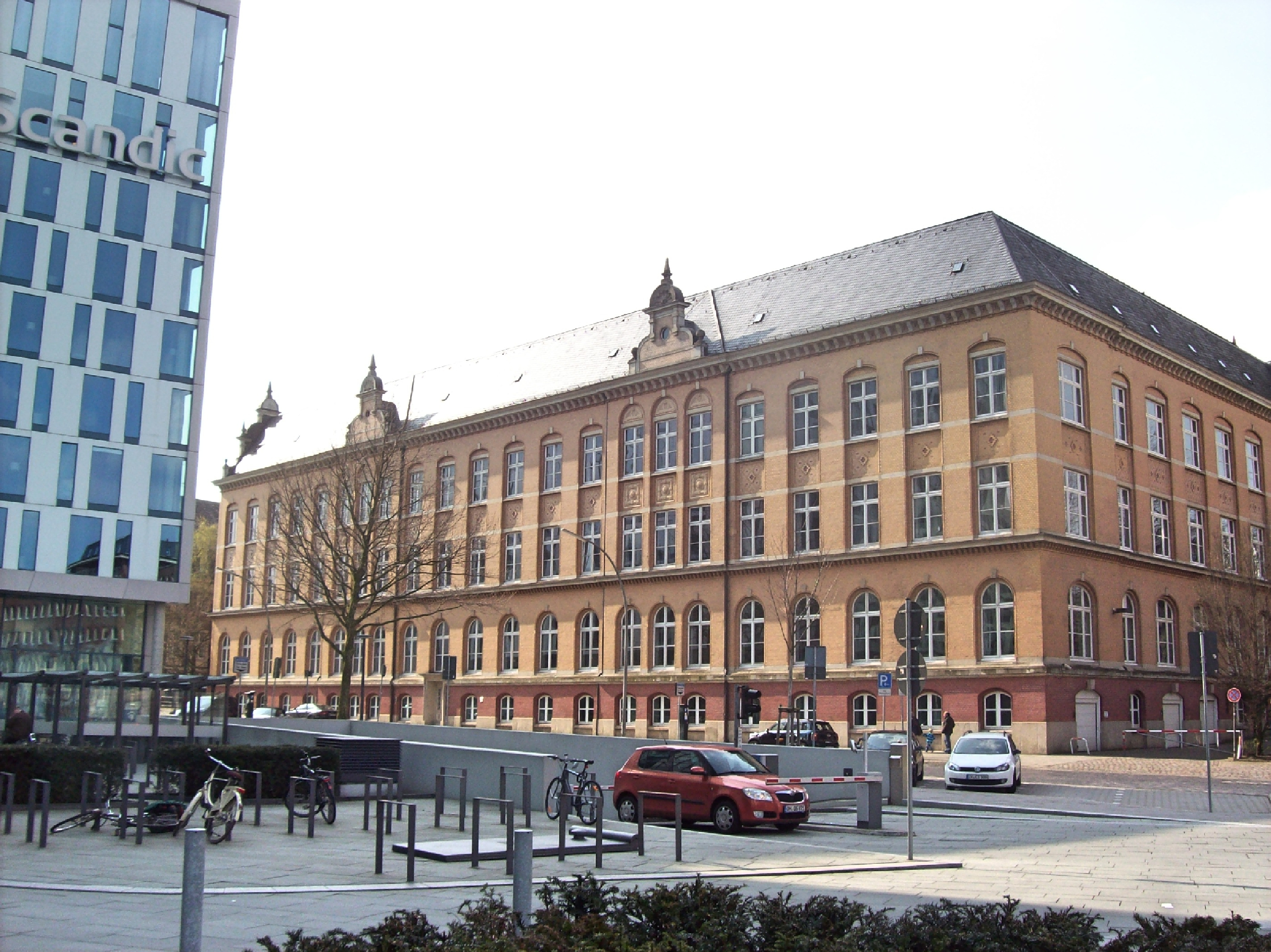
Sitz der Staatsanwaltschaft Hamburg, Sicht vom Dammtorwall.

Die Staatsanwaltschaft Hamburg ist die zentrale Strafverfolgungs- und Vollstreckungsbehörde des Bundeslandes Hamburg. Die Staatsanwaltschaft hat ihren Sitz am Gorch-Fock-Wall 15–17 und ist mit über 630 Angestellten die zweitgrößte Staatsanwaltschaft Deutschlands. Leitender Oberstaatsanwalt ist Ralf Anders.

## Geschichte
Bereits im Jahr 1842 forderte eine Bürgerinitiative den Hamburger Senat dazu auf, ein öffentliches Anklageverfahren zu erarbeiten und eine Staatsanwaltschaft zu gründen. Dieses Vorhaben scheiterte zunächst, jedoch arbeitete der Senat tatsächlich an einer Reform des Strafprozessrechts, die schlussendlich 1869 zur Gründung der Staatsanwaltschaft Hamburg führte.
Mit Inkrafttreten der Reichsjustizgesetze 1879 wurde ebenfalls eine Generalstaatsanwaltschaft gegründet. Gemeinsamer Leiter der beiden Behörden war der Oberstaatsanwalt am Oberlandesgericht Hamburg.
1890 erhielt die Staatsanwaltschaft Hamburg ihren eigenen Behördenleiter, nachdem der alte Oberstaatsanwalt Hirsch verstorben war. Zu diesem Zeitpunkt hatte die Staatsanwaltschaft neun Staatsanwälte und fünf Amtsanwälte.
Mit der Machtübernahme der Nationalsozialisten wurde auch der damals amtierende leitende Oberstaatsanwalt aus seinem Amt enthoben. Nach Ende des Zweiten Weltkriegs wurde der zu diesem Zeitpunkt amtierende und durch die Nationalsozialisten eingesetzte Generalstaatsanwalt August Schuberth durch die Militärregierung umgehend aus dem Beamtenverhältnis entlassen. Nur wenige Wochen vor Einmarsch der britischen Truppen in Hamburg befahl er im Auftrag von Heinrich Himmler, alle Akten mit Bezug zu politisch Gefangenen, „Volksschädlingen“ und Gewalttätern zu vernichten, um die Verbrechen der NS-Regierung zu vertuschen.
Nach der Besetzung Hamburgs durch die britischen Truppen übernahm auf Anweisung der Militärregierung der Präsident des Oberlandesgerichts Hamburg die Behördenleitung der Staatsanwaltschaft. Am 22. September 1945 wurden die Hamburger Gerichte wiedereröffnet und die Staatsanwaltschaft nahm ebenfalls wieder ihren Betrieb auf.
Der 1958 als Leitender Oberstaatsanwalt eingesetzte Heinrich Scholz sorgte bis zum Ende seiner Amtszeit unter anderem für die Einführung von fünf einzelnen Hauptabteilungen. Zu seiner Amtszeit arbeiteten etwa 125 Staatsanwälte und 25 Amtsanwälte in der Staatsanwaltschaft Hamburg. Auch sorgte Scholz für die Einrichtung von zwei Sonderdezernaten zur Aufklärung von Gewaltverbrechen während der NS-Zeit.

### Behördenleiter
Oberstaatsanwalt des Oberlandesgerichts Hamburg (bis 1890), Oberstaatsanwalt (bis 1933 und 1945–1967), Generalstaatsanwalt (bis Mai 1945), Präsident des Oberlandesgerichts Hamburg (bis September 1945), Leitender Oberstaatsanwalt (seit 1967)
- 1869–1879: Unbekannt
- 1879–1887: Theodor Braband
- 1887–1890: Carl Hirsch[3]
- 1890–1908: Julius Keßler[9]
- 1908–1912: Ernst Irrmann[3]
- 1912–1921: August Schön[3]
- 1921–1933: Franz Lang[5]
- 1933–1935: Erich Drescher
- 1935–1945: August Schuberth[6]
- 1945–1945: Wilhelm Kiesselbach
- 1945–1947: Walter Klaas
- 1947–1956: Gerhard Kramer
- 1956–1958: Ernst Buchholz
- 1958–1969: Heinrich Scholz
- 1969–1980: Curt Paulsen
- 1980–1985: Günter Wittke
- 1986–1998: Erwin Grosse
- 1999–2008: Martin Köhnke
- 2008–2019: Ewald Brandt
- seit 2019: Ralf Anders

## Organisation und Zuständigkeit
Die Staatsanwaltschaft Hamburg ist für alle Ermittlungs- und Strafverfahren auf dem Gebiet der Freien und Hansestadt Hamburg verantwortlich. Jedes Jahr werden im Durchschnitt 325.000 Ermittlungsverfahren durch die Staatsanwaltschaft Hamburg bearbeitet.
Übergeordnete Behörde ist die Generalstaatsanwaltschaft Hamburg.

### Abteilungen
(Quelle: )
- Hauptabteilung Z – Zentrale Aufgaben und Verwaltung
  - Abteilung 1 – Grundsatzfragen, Rechtliche Fragen des Dienstbetriebs, Juristenausbildung, Schöffenangelegenheiten, Akteneinsicht, Täter-Opfer-Ausgleich, EV
  - Abteilung 2 – Organisation, Verwaltung, IT, Personalverwaltung, Archiv
- Hauptabteilung I – Amtsanwaltschaft
  - Abteilung 10 bis 11 – Allgemeine Verkehrssachen
  - Abteilung 12 bis 13 – Straftaten gegen die körperliche Unversehrtheit, falsche uneidliche Aussage und Meineid, OWiG-Sachen nach RDG
- Hauptabteilung II – Amtsanwaltschaft
  - Abteilung 20 – Beziehungsgewalt
  - Abteilung 21 bis 23 – Unterstützung der Abteilungen 12 bis 13
- Hauptabteilung III – Allgemeine Strafsachen gegen Erwachsene
  - Abteilung 30 und 32 bis 34 – Allgemeine Strafsachen die nicht in den Zuständigkeitsbereich anderer Abteilungen fallen
  - Abteilung 35 – Verfahren gegen medizinisches Personal und Einrichtungen des Gesundheitswesens, Verfahren gegen psychisch Kranke
- Hauptabteilung IV – Verfahren gegen Jugendliche und Heranwachsende; Jugendschutzsachen
  - Abteilung 40 bis 42 – Sämtliche Verfahren gegen Jugendliche und Heranwachsende sowie Jugendschutzsachen
- Hauptabteilung V – Wirtschafts- und Steuersachen
  - Abteilung 50 – Steuerstrafsachen, Waffen-, Munitions-, und Sprengstoffhandel
  - Abteilung 51 – Steuerstrafsachen, Subventionsbetrug
  - Abteilung 52 – Wirtschaftsfachabteilung
  - Abteilung 53 und 58 – Finanzermittlungen, Vermögensabschöpfung
  - Abteilung 54 – Organisierte Wirtschaftskriminalität
  - Abteilung 55 bis 56 – Sonstige Wirtschaftsstrafsachen
  - Abteilung 57 – Korruption, Sportwettbetrug, Großverfahren
- Hauptabteilung VI – Tötungsdelikte; BtM-Sachen; OK-Verfahren; Wohungseinbruchsdiebstahl
  - Sonderdezernat HAL – Nationalsozialistische Gewaltverbrechen
  - Abteilung 60 bis 62 – BtM-Sachen, Verstöße gegen das NpSG und AMG, Doping-Sachen
  - Abteilung 65 – OK-Verfahren, Rotlichtmilieu
  - Abteilung 66 – Straftaten gegen das Leben, Ermittlungen bei Langzeitvermissten
  - Abteilung 67 – Wohungseinbruchsdiebstahl, Hehlerei, Großhehlerei, Brandsachen
- Hauptabteilung VII – Sonderabteilung
  - Abteilung 71 –  VS-Sachen, Staatsschutz, Pressestrafrecht, Verfahren gegen Bedienstete von Diplomaten, Aufhebung von Urteilen der NS-Zeit, Hassverbrechen aufgrund sexueller und geschlechtlicher Identität, Umweltsachen, Schifffahrtssachen
  - Abteilung 72 – Verbrechen im Zuständigkeitsbereich der Abteilung 35, Straftaten gegen die sexuelle Selbstbestimmung, Todesermittlungen
  - Abteilung 73 – Verfahren gegen Angehörige der Polizei, Feuerwehr, Bundeswehr und Streitkräfte der NATO, Gefängnissachen, Todeserklärungen
  - Abteilung 74 – IT-Strafsachen, Verletzung der Vertraulichkeit des Wortes, Verletzung des höchstpersönlichen Lebensbereichs und von Persönlichkeitsrechten durch Bildaufnahmen, Gewaltdarstellung, Verbreitung pornografischer Inhalte, sexueller Missbrauch von Kindern ohne Körperkontakt
- Hauptabteilung VIII – Vollstreckungsabteilung
  - Abteilung 81 bis 84 – Rechtspflege
  - Abteilung 85 – Strafvollstreckung

## Gebäude
Das Gebäude der Staatsanwaltschaft Hamburg befindet sich am Gorch-Fock-Wall 15–17. Es ist als Baudenkmal geschützt.